# 백곡초등학교
백곡초등학교는 대한민국 충청북도 진천군 백곡면 구수리에 있는 공립 초등학교다.

## 학교 연혁
- 1929년 4월 6일 백곡공립보통학교(4년제) 개교설립인가 3월 31일
- 1938년 4월 1일 백곡공립심상소학교(6년제)로 개칭
- 1941년 4월 1일 백곡공립국민학교로 개칭
- 1991년 3월 1일 명암분교장 폐교
- 1996년 3월 1일 백곡초등학교 개명
- 1999년 3월 1일 성대분교장 폐교
- 2000년 10월 11일 화랑문화관 개관
- 2004년 10월 6일 급식소 및 과학실 개관
- 2016년 3월 1일 유네스코학교 지정
- 2020년 2월 14일 제88회 졸업식(총학생수 4,992명)
- 2020년 3월 1일 제31대 임은정 교장 부임
- 2020년 3월 1일 초등학교 6학급, 병설유치원 1학급 편성

## 참고 자료
- 백곡초등학교 - 한국교육학술정보원 학교알리미